# 퍼스트 아레나
퍼스트 아레나(First Arena)는 미국 뉴욕주 엘마이라에 위치한 실내 경기장이다. 과거 ECHL 엘마이라 자칼스의 홈경기장으로 사용했다.